# Dean A. Zupancic
Dean A. Zupancic (* 1959) ist ein Tonmeister.

## Leben
Zupancic arbeitete sieben Jahre bei Glen Glenn Sound, 21 Jahre bei Walt Disney Studios, und zwei Jahre beim Warner Bros. Während seiner Zeit bei Disney war er an zahlreichen Zeichentrickfilmproduktionen beteiligt, darunter Pocahontas, Lilo & Stitch, Die Eisprinzessin und Rapunzel – Neu verföhnt. 1995 war er für Pulp Fiction zusammen mit Stephen Hunter Flick, Ken King und Rick Ash für den BAFTA Film Award in der Kategorie Bester Ton nominiert. 2006 erhielt er gemeinsam mit Terry Porter und Tony Johnson eine Oscar-Nominierung in der Kategorie Bester Ton für Die Chroniken von Narnia: Prinz Kaspian von Narnia. 2019, 2020 und 2024 wurde er wieder für diesen Preis nominiert.

## Filmografie (Auswahl)
- 1988: Saigon – Der Tod kennt kein Gesetz (Off Limits)
- 1992: Steinzeit Junior (Encino Man)
- 1992: Stop! Oder meine Mami schießt! (Stop! Or My Mom Will Shoot)
- 1993: Tödliche Absichten (Mother’s Boys)
- 1994: Pulp Fiction
- 1995: Mr. Holland’s Opus
- 1995: Pocahontas
- 1996: 101 Dalmatiner (101 Dalmatians)
- 1996: Der Glöckner von Notre Dame (The Hunchback of Notre Dame)
- 1998: Mulan
- 2000: Ein Königreich für ein Lama (The Emperor’s New Groove)
- 2000: Shang-High Noon (Shanghai Noon)
- 2002: Lilo & Stitch
- 2005: Die Eisprinzessin (Ice Princess)
- 2008: Die Chroniken von Narnia: Prinz Kaspian von Narnia (The Chronicles of Narnia: Prince Caspian)
- 2010: Rapunzel – Neu verföhnt (Tangled)
- 2011: Die Schlümpfe (The Smurfs)
- 2013: Die Schlümpfe 2 (The Smurfs 2)
- 2013: Labor Day
- 2014: Den Himmel gibt’s echt (Heaven Is For Real)
- 2014: Planes 2 – Immer im Einsatz (Planes: Fire & Rescue)
- 2014: Tinkerbell und die Legende vom Nimmerbiest (Tinker Bell and the Legend of the NeverBeast)
- 2015: City of McFarland (McFarland, USA)
- 2015: Miss Bodyguard – In High Heels auf der Flucht (Hot Pursuit)
- 2015: Point Break
- 2016: The Finest Hours
- 2017: Wind River
- 2017: Die Schlümpfe – Das verlorene Dorf (The Smurfs: The Lost Village)
- 2017: Abgang mit Stil (Going in Style)
- 2017: What Happened to Monday? (What Happened to Monday)
- 2017: Stronger
- 2018: 15:17 to Paris (The 15:17 to Paris)
- 2018: Sicario 2
- 2018: A Star Is Born
- 2018: The Mule
- 2019: Joker
- 2019: Dolemite Is My Name
- 2019: Der Fall Richard Jewell (Richard Jewell)
- 2021: Der Prinz aus Zamunda 2 (Coming 2 America)
- 2021: Godzilla vs. Kong
- 2021: They Want Me Dead (Those Who Wish Me Dead)
- 2021: Army of the Dead
- 2021: Cry Macho
- 2022: DC League of Super-Pets
- 2023: Maestro
- 2023: The Creator

## Auszeichnungen
- 1995: BAFTA Film Award in der Kategorie Bester Ton für Pulp Fiction
- 2006: Oscar-Nominierung in der Kategorie Bester Ton für Die Chroniken von Narnia: Der König von Narnia
- 2019: Oscar-Nominierung in der Kategorie Bester Ton für A Star Is Born
- 2019: BAFTA-Film-Award-Nominierung in der Kategorie Bester Ton für A Star Is Born
- 2020: Oscar-Nominierung in der Kategorie Bester Ton für Joker
- 2020: BAFTA-Film-Award-Nominierung in der Kategorie Bester Ton für Joker
- 2024: Oscar-Nominierung in der Kategorie Bester Ton für The Creator und Maestro
- 2024: BAFTA-Film-Award-Nominierung in der Kategorie Bester Ton für Maestro